# Франклин, Розалинд
Розалинд Франклин (англ. Rosalind Elsie Franklin; 25 июля 1920 — 16 апреля 1958) — английский биофизик и учёная-рентгенограф, занималась изучением структуры ДНК.
Розалинд Франклин главным образом известна  своей работой над получением рентгенограмм структуры ДНК. Сделанные ею снимки отличались особой чёткостью и подготовили почву для выводов о структуре ДНК, сделанных Джеймсом Уотсоном и Фрэнсисом Криком.
После завершения работы над своей частью исследования ДНК, Франклин начала первую в своём роде работу по исследованию вирусов табачной мозаики и полиомиелита. Скончалась от рака яичника в 1958 году, за четыре года до вручения Нобелевской премии за исследование нуклеиновых кислот.
Розалинд Франклин скончалась от рака яичника в 1958 году, за четыре года до вручения Нобелевской премии за исследование нуклеиновых кислот.

## Биография
Франклин родилась в районе Ноттинг Хилл в Лондоне в богатой и влиятельной британской еврейской семье.
Её отцом был банкир Эллис Артур Франклин (1894—1964), матерью — Мюриэль Фрэнсис Уэйли (1894—1976); Розалинд была старшей дочерью и вторым ребёнком из пяти в семье. Дядя её отца, Герберт Самуэль (позднее виконт Самуэль), был министром внутренних дел в 1916 году и 1-й Верховным комиссаром Палестины (1 июля 1920 — 30 июня 1925).
Тётя Розалинд — Хелен Кэролин Франклин — была замужем за Норманом де Маттос Бентвичем, генеральным прокурором Великобритании в подмандатной Палестине. Она была активным членом профсоюзной организации и боролась за предоставление женщинам избирательного права; позднее она стала членом Совета Лондонского графства.
Франклин училась в частной школе для девочек St Paul’s Girl’s School, где преуспела в естественных науках, латыни и спорте.
Её семья была тесно связана с колледжем для рабочих, в котором Эллис Франклин, отец Розалинд, по вечерам преподавал электричество, магнетизм и историю Первой мировой войны и где затем стал заместителем директора. Позже семья Франклин помогала в обустройстве еврейским беженцам из Европы, которые спасались от нацистов.
Зимой 1938 года Франклин отправилась в колледж Ньюнхэм Кембриджского университета. Выпускные экзамены она сдала в 1941 г., но ей была присвоена лишь номинальная степень, так как женщины в то время не имели права по окончании Кембриджа получать учёные степени (степень бакалавра искусств выпускника Кембриджского университета); лишь в 1945 году она получила учёную степень доктора философии в Кембриджском университете. После войны Франклин переехала в Париж, где занималась исследованиями в области применения рентгеноструктурного анализа, а в 1950 году вернулась в Англию для работы в Лондонском университете над исследованием структуры ДНК.

## Британская исследовательская ассоциация по использованию угля
Между 1941 и 1942 годами Франклин работала на Рональда Норриша. Руководствуясь своим желанием внести свой вклад в борьбу во Второй мировой войне, с августа 1942 она работала в Британской исследовательской ассоциации по использованию угля в Кингстоне-на-Темзе и изучала пористую структуру угля. Её работа помогла в зарождении идеи о высокопрочном углеродном волокне и стала основой для её докторской диссертации: «Физическая химия твёрдых органических коллоидов на примере угля и связанных с ним материалов».

## Королевский колледж Лондона
В январе 1951 года Розалинд Франклин начала работать в Королевском колледже Лондона научным сотрудником в Медицинском исследовательском совете на отделении биофизики, которым руководил Джон Рэндалл. Изначально она должна была работать над рентгеновским анализом белков и жиров в растворе, но Рэндалл переориентировал Франклин на исследование структуры ДНК ещё до того, как та приступила к работе в Королевском колледже, так как она была единственным опытным исследователем в области дифракционного анализа. Он задумал эти перестановки даже до начала работы Розалинд в Королевском колледже, так как исследования молекулярной структуры ДНК уже велись Морисом Уилкинсом и Реймондом Гослингом — аспирантом, назначенным в помощь Франклин.
Даже используя примитивное оборудование того времени, этим двум учёным удалось получить выдающуюся дифракционную картину ДНК, которая вызвала повышенный интерес к этой молекуле. Уилкинс и Гослинг занимались проведением рентгенографического дифракционного анализа ДНК в отделении с мая 1950 г., но Рэндалл не сообщил им о том, что попросил Франклин заниматься работой по дифракции ДНК и стать научным руководителем Гослинга по его диссертации. Умалчивание данных фактов Рэндаллом сыграло большую роль в возникновении подробно задокументированных трений между Уилкинсом и Франклин.
Франклин, работая со своим студентом Гослингом, начала использовать свои наработки в применении метода рентгеновской дифракции ДНК. Она использовала заказанную Уилкинсом аппаратуру: новую остро-сфокусированную рентгеновскую трубку и аппарат для микрофильмирования, который она усовершенствовала, настроила и точно сфокусировала. Опираясь на свои знания в области физической химии, Франклин также очень умело управляла степенью гидратации своих образцов, не доводя её до критической.
Когда Уилкинс попытался узнать секрет усовершенствованной техники, Франклин его осадила с присущей ей резкостью. Привычка Франклин пристально смотреть людям в глаза вкупе с её умом, немногословием, нетерпеливостью и настойчивостью в спорах крайне раздражала многих коллег. Полной противоположностью ей был Уилкинс, застенчивый, всегда продумывающий свои слова и никогда не смотрящий прямо в глаза собеседнику.
Несмотря на напряжённую атмосферу, Франклин и Гослинг обнаружили, что существует две формы ДНК: при высокой влажности (во влажном состоянии) нити ДНК становятся длинными и тонкими; при высушивании нити становятся короткими и толстыми. Этим формам были даны названия «B» и «A» соответственно.
Из-за напряжённого личного конфликта, развившегося между Уилкинсом и Франклин, Рэндалл разделил работу по исследованию ДНК. Франклин выбрала форму «A», по которой уже было получено много данных, а Уилкинс выбрал форму «B», так как на его предварительных фотографиях имелись некоторые данные в пользу того, что ДНК может иметь форму спирали. Таким образом, он проявил глубокую проницательность в оценке предварительных результатов.
Снимки, полученные Франклин с помощью метода рентгеновской дифракции в то время, названы Дж. Д. Берналом «одними из самых красивых снимков какого бы то ни было вещества, когда-либо полученных до этого времени».
К концу 1951 года общепринятым положением стал факт того, что форма «В» молекулы ДНК имеет форму спирали, но после того, как Розалинд Франклин получила асимметричное изображение в мае 1952 года, она потеряла уверенность в том, что форма «А» молекулы ДНК спиралевидная по своей структуре. Решив подшутить над Уилкинсом (который часто говорил о том, что структура ДНК спиралевидная), Франклин и Гослинг написали краткий некролог, в котором сожалели о «смерти» кристаллизованной спирали ДНК (форма «А»)
В течение 1952 года Розалинд Франклин и Реймонд Гослинг работали с применением функции Паттерсона (англ. Patterson function) для рентгеновских снимков ДНК. Это был трудоёмкий и затратный по времени подход, но впоследствии он позволил значительно углубить понимание структуры молекулы. К январю 1953 года Франклин удалось связать между собой полученные противоречивые данные, и она приступила к написанию серии из трёх черновых рукописей, две из которых включали в себя описание двойной спиралевидной основной молекулы ДНК.
Две рукописи о форме «А» были получены журналом Acta Crystallographica в Копенгагене 6 марта 1953 года — за день до того, как Крик и Уотсон завершили свою модель. Вероятно, Франклин отправила их по почте, когда команда учёных из Кембриджского университета только занималась построением своей модели, причём рукописи были написаны раньше, чем Розалинд узнала об их работе. 8 июля 1953 года она изменила одну из своих статей «в доказательство» из Acta Crystallographica на статью «в свете последних исследований», опираясь на результаты исследовательских групп Кембриджа и Королевского колледжа.
Третья рукопись о форме «В» молекулы ДНК, датированная 17 января 1953 года, была обнаружена годами позже среди бумаг Франклин её коллегой Аароном Клугом. Затем он опубликовал свою оценку тесной взаимосвязи между найденной рукописью и третьей из статей о ДНК, напечатанных в журнале Nature 25 апреля 1953 года. Клуг создал данную работу как дополнение к своей статье, доказывающей значительный вклад Франклин в исследование структуры ДНК. Статья была ответом на поверхностное описание вклада Франклин в мемуарах Уотсона «Двойная спираль», опубликованных в 1968 году.
Как ярко описано в «Двойной спирали», 30 января 1953 года Уотсон привёз в Королевский колледж предпечатную версию статьи Лайнуса Полинга, содержащей неверное предположение о структуре ДНК. Так как Уилкинса не было, Уотсон направился в лабораторию к Франклин со срочным сообщением о том, что они все должны объединиться и работать сообща, пока Полинг не обнаружил своей ошибки. Не впечатленная новостью Франклин рассердилась, когда Уотсон предположил, что она просто не знает, как интерпретировать полученные ею же данные. Уотсон поспешно отступил, вернувшись к Уилкинсу, которого привлекла вся эта суматоха. Уилкинс выразил сочувствие по поводу поспешности своего друга и изменил ход истории исследования ДНК открытием Франклин. Уилкинс показал Уотсону полученную от Гослинга знаменитую фотографию № 51 — рентгенограмму B-форму ДНК, снятую Франклин. Уотсон, в свою очередь, показал Уилкинсу предпечатную рукопись Полинга и Кори. Фото 51 дало кембриджской паре (Уотсону и Крику) возможность разобраться в существе вопроса о структуре ДНК, тогда как в работе Полинга и Кори описание молекулы было удивительно похоже на описание их первой, неверной модели.
В феврале 1953 года Френсис Крик и Джеймс Д. Уотсон из Кавендишской лаборатории Кембриджского университета приступили к построению модели ДНК формы «В», используя данные, схожие с имеющимися от обеих групп из Королевского колледжа. Большая часть их данных была напрямую взята из исследований, проведённых в Королевском колледже Уилкинсом и Франклин. Исследование Франклин было завершено в феврале 1953 года, накануне её перехода в Биркбек, и содержало важные данные.
Метод построения модели был успешно применён при выяснении структуры альфа-спирали Лайнусом Полингом в 1951 году, но Франклин выступала против преждевременного построения теоретических моделей до тех пор, пока не будут получены достаточные данные, которые помогут в построении модели. Она выразила мнение, что создание моделей должно производиться только после того, как будет достаточно много известно о структуре. Будучи осторожной, она хотела свести к минимуму вероятность пойти по неверному пути.
Фотографии её рабочего стола в университете Биркбек показывают, что она обычно тоже использовала небольшие модели молекул, но они не были похожи на те, которые повсеместно использовались в Кембридже для исследования структуры ДНК.
В середине февраля 1953 года Макс Перутц, научный руководитель Крика, дал Крику копию отчёта, написанного для комитета по биофизике Медицинского исследовательского совета о посещении Королевского колледжа в декабре 1952, в котором содержались многочисленные кристаллографические расчёты Франклин. Так как Франклин решила перевестись в Бирбек, а Рендал настаивал на том, что вся работа по ДНК должна остаться в Королевском колледже, Гослинг без согласия Розалинд Франклин отдал копии её дифракционных снимков Уилкинсу.
К 28 февраля 1953 года Уотсон и Крик почувствовали, что они решили стоявшую перед ними задачу — настолько, что Крик провозгласил (в местном пабе), что они «раскрыли секрет жизни». Однако они знали, что должны завершить свою модель до того, как будут полностью уверены в сказанном. 7 марта 1953 года Уотсон и Крик завершили создание своей модели — за день до того, как они получили письмо от Уилкинса о том, что Франклин наконец уходит и они все могут приступить к работе. Это произошло через день после того, как две статьи Франклин были получены в редакции журнала Acta Crystallographica.
Через неделю Уилкинс приехал посмотреть на модель (по данным Мэддокс, 12 марта) и якобы сообщил об этом Гослингу по возвращении. Неизвестно, сколько времени понадобилось Гослингу, чтобы сообщить об этой новости Франклин в Биркбек, но в её рукописи о форме «В» от 17 марта нет и намёка на то, что она знала о существовании кембриджской модели. Действительно, Франклин внесла измерения в эту рукопись перед публикацией в Nature 25 апреля 1953, в качестве одной из трёх статей о ДНК.
18 марта, в ответ на получение черновой рукописи Крика и Уотсона, Уилкинс написал следующее: «Я думаю, что вы — пара старых жуликов, но вы вполне можете чего-нибудь добиться».
Крик и Уотсон затем опубликовали свою модель в Nature 25 апреля 1953 в статье, описывающей форму двойной спирали ДНК, упомянув в конце статьи одной фразой: «Мы также были вдохновлены знанием общей природы неопубликованных экспериментальных результатов и идей доктора М. Х. Ф. Уилкинса, доктора Р. Е. Франклин и их сотрудников». На самом деле, хотя это был минимум, им вполне хватило специальных знаний, взятых из исследований Франклин и Гослинга, на основе которых они смогли построить свою модель.
В результате соглашения, заключённого заведующими двух лабораторий, статьи Уилкинса и Франклин, которые включали данные по их рентгеновской дифракции, были изменены и затем напечатаны второй и третьей в том же номере Nature, казалось бы, только в поддержку теоретической работы Крика и Уотсона, в которой была предложена модель формы «В» молекулы ДНК.
В марте 1953 года Франклин перешла из Королевского колледжа в Биркбек, где она не собиралась задерживаться надолго. Несколько недель спустя, 10 апреля, Франклин написала Крику с просьбой показать ей их модель. На Франклин модель не произвела впечатление, она осталась по-прежнему также скептически настроена в отношении преждевременного построения теоретических моделей. Сообщалось, что её комментарий был таким: «Очень мило, но как они собираются её доказывать?» Кажется, что как учёный-экспериментатор Франклин была заинтересована в обеспечении более сильной доказательной базы до публикации статьи о данной модели. Её ответом на такую модель Уотсона — Крика было то, что она исследованиях всегда придерживалась очень осторожного научного подхода к полученным данным в своих исследованиях.
Однако она, как было уже сказано, не колеблясь, опубликовала свои заметки о ДНК в Acta — даже до того, как они были окончательно доказаны. Большая часть научного сообщества сомневалась в течение нескольких лет прежде, чем было принято предположение о двойной спирали. Поначалу генетики в основном приняли модель, так как в ней была очевидно заложена идея генетической наследственности. Более широкое признание модель ДНК в виде двойной спирали получила только в 1960, однако открыто её стали признавать лишь в 1961 в период номинации на Нобелевскую премию.
У Уилкинса и его коллег сбор достаточного количества данных для доказательства предложенной структуры ДНК занял примерно 7 лет. Согласно письму Крика — Моно 1961 года, упомянутого выше, эти экспериментальные доказательства, наряду с начатой Уилкинсом работой по дифракции ДНК, стали причинами, по которым Крик считал, что Уилкинс должен быть включён в число получивших Нобелевскую премию за открытие структуры ДНК.

## Колледж Биркбека
Работа Франклин в Биркбеке в качестве старшего научного сотрудника с собственной исследовательской группой была связана с применением рентгеноструктурного анализа для изучения структуры вируса табачной мозаики и спонсировалась Советом по сельскохозяйственным исследованиям. На работу её нанял заведующий кафедрой физики Дж. Д. Бёрнал, блестящий кристаллограф, который, как оказалось, был ирландским коммунистом, известным своей помощью и поддержкой женщинам-кристаллографам. В 1954 году Франклин начала длительное и успешное сотрудничество с Аароном Клугом.
В 1955 году Франклин опубликовала работу в журнале Nature о том, что все частицы вируса табачной мозаики имели одинаковую длину, что прямо противоречило идеям выдающегося вирусолога Нормана Пири. Однако впоследствии именно её выводы оказались верны. Франклин и группа учёных, которую она возглавляла, сосредоточили своё внимание на структуре РНК, молекуле, настолько же важной для жизни, как и ДНК. РНК на самом деле образуют геном (центральную молекулу с информацией) многих вирусов, включая и вирус табачной мозаики. Розалинд поручила исследование палочковидных вирусов (таких как вирус табачной мозаики) своему аспиранту Кеннету Холмсу, а её коллега Аарон Клуг работал над исследованием сферических вирусов вместе со своим студентом Джоном Финчем, а Франклин лишь координировала и контролировала их работу.
У Франклин был ещё один научный сотрудник, Джеймс Уатт, получавший финансовую поддержку Национального управления угольной промышленности и возглавлявший группу Совета по сельскохозяйственным исследованиям в Бикрбеке.
К концу 1955 её группа завершила подготовку модели вируса табачной мозаики для предстоящей Всемирной выставки в Брюсселе. Члены группы университета Биркбек работали над РНК вирусов, которые поражают некоторые виды растений, включая картофель, репу, помидор и горох. Франклин и Дон Каспар написали работы, опубликованные в Nature, которые, вместе взятые, демонстрировали, что молекула РНК идёт по спирали на внутренней поверхности полого тела вируса.
Её бывшие коллеги из Биркбека Аарон Клуг, Джон Финч и Кеннет Холмс перешли в лабораторию молекулярной биологии в Кембридже в 1962 году.

## Исследования модели ДНК
Одним из важнейших вкладов Франклин в исследования модели ДНК стала её лекция, проведённая в ноябре 1951 года, где она представила присутствующим, среди которых был и Уотсон, две формы молекулы, типа А и типа В, а также её строение, при котором фосфатные группы расположены с наружной части молекулы. Она также определила количество воды в молекуле и соотношение её в различных частях молекулы — данные, которые были чрезвычайно важны для сохранения стабильности молекулы. Франклин первая открыла и сформулировала те факты, которые впоследствии составили основу для последующих попыток построить модель молекулы.
Прорывом стал рентгенографический снимок В-ДНК (названный фотографией 51), который был мельком показан Джеймсу Уотсону Морисом Уилкинсом в январе 1953 года, и отчёт, написанный для комитета по биофизике Медицинского исследовательского совета о посещении Королевского колледжа в декабре 1952, который был показан Максом Перутцем в Кавендишской лаборатории Крику и Уотсону. Этот отчёт содержал данные, полученные группой исследователей королевского колледжа, и выдержки из больших работ Франклин и Гослинга; научный руководитель Френсиса Крика (который работал над диссертацией о структуре гемоглобина) Макс Перутц отдал отчёт своему аспиранту, как члену исследовательского совета. Морису Уилкинсу фотографию 51 без ведома Франклин передал аспирант, Реймонд Госслинг, так как она собиралась оставить работу в Королевском колледже и перейти в Биркбек.

Фотография 51 — рентгенограмма волокон натриевой соли тимусной ДНК в B-форме

Утверждалось, что якобы не было ничего предосудительного в такой передаче данных Уилкинсу, так как заведующий лабораторией Джон Рэндалл настаивал на том, что все разработки по ДНК принадлежат исключительно Королевскому колледжу, и в письме к Франклин пригрозил даже не думать об этом.
Хорас Джадсон Фриланд неверно утверждал, что Морис Уилкинс взял снимок из ящика стола Франклин. Однако рентгенографический снимок формы «В» молекулы ДНК, о котором и идёт речь, был показан Уотсону Уилкинсом без разрешения Франклин. Точно так же и Макс Перутц не видел вреда в том, что он показал отчёт, содержащий выводы Франклин и Гослинга по анализу рентгенографических данных, Крику, поскольку они не были конфиденциальными. Но, согласно нормам британской научной этики, все официальные данные считаются конфиденциальной информацией до тех пор, пока они сознательно не будут обнародованы, соответственно, предполагалось, что доклад не должен был показываться посторонним до момента публикации.
Действительно, после того, как в мемуарах Уотсона «Двойная спираль» было рассказано о поступке Перутца, он получил настолько много писем с вопросом о том, кто ему дозволил, что он посчитал должным ответить на все полученные письма, а затем поместить заметку в Science, где в его оправдание говорилось, что он не знал всех тонкостей и был неопытен в административных делах. Перутц также утверждал, что информация о работе группы Королевского колледжа уже была доступна для группы исследователей из Кембриджа, когда Уотсон посетил семинар Франклин в ноябре 1951 года.
Предварительные данные анализа важных материалов отчёта комиссии 1952 года были представлены Франклин в беседе (лекции) в ноябре 1951 года, которую посетил Уотсон, но не понял. Это заявление кажется не вполне серьёзным. Существует значительная разница между результатами, полученными Франклин в конце 1951 (во время проведения семинара), и теми, которыми она располагала при составлении отчёта — в конце 1952 года. Благодаря этому и многому другому, Уотсон и Крик получили отчёт от Перутца в феврале 1953, спустя короткое время после того, как Уотсон получил снимок 51 ДНК типа «В», сделанного Франклин.
Таким образом, нет сомнения в том, что отчёт помог им проанализировать верные данные, полученные Франклин, которые объясняли эту и другие фотографии. Письмо Перутца, как уже говорилось, было опубликовано в числе трёх, совместно с письмами Уилкинса и Уотсона, в которых обсуждался вклад каждого. Уотсон подчеркнул важность данных, полученных из отчёта перед комиссией, так как не записал их во время лекции Франклин в 1951 году. В результате всего этого, когда Крик и Уотсон приступили к построению модели в феврале 1953, они работали с параметрами, определёнными Франклин в 1951 году, которые она и Гослинг значительно обновили в 1952, также как и опубликованные данные, очень сходные с теми, которые были получены из Королевского колледжа во время лекции 1951 года. Возможно, Розалинд Франклин никогда и не знала того, что полученные ею результаты были использованы при строительстве модели ДНК, но Морис Уилкинс об этом знал.

## Признание вклада Франклин в создание модели ДНК
На заключительном этапе создания модели Френсис Крик и Джеймс Уотсон пригласили Мориса Уилкинса стать соавтором их работы, описывающей структуру ДНК. Уилкинс отказался от этого предложения, так как он не принимал участия в построении модели. Морис Уилкинс позже выражал сожаление, что не продолжилось дальнейшее обсуждение его возможного соавторства, так как оно могло бы прояснить, насколько велик был вклад группы учёных из королевского колледжа в открытие. Нет сомнений, что экспериментальные данные, полученные Франклин, были использованы Криком и Уотсоном при создании модели ДНК в 1953 году.
Некоторые биографы, включая Меддокс, цитата которой приведена ниже, объясняют отсутствие цитирования в работе Уотсона и Крика стечением обстоятельств, так как было бы очень сложно ссылаться в исследовании на неопубликованные работы из отчёта, который они видели, перед комиссией. Действительно, преждевременное цитирование выглядело бы странным, учитывая то, как данные были переданы в Кембридж, однако можно было найти выход.
Уотсон и Крик могли сослаться на данные доклада, как на информацию из личной переписки, или на опубликованную статью из Acta, или, что проще всего, на третью статью в Nature, о публикации которой им было известно. Одним из наиболее важных достоинств широко известной биографии Франклин, написанной Меддокс, можно назвать то, что в ней очень явно показана недооценка работы Франклин. Так, подтверждением тому был тот факт, как почти без возражений они признали её вклад в исследование ДНК, но её имя всегда ставилось рядом с именем Уилкинса.
25 лет спустя в книге Уотсона «Двойная спираль» появилось признание вклада Франклин в исследование ДНК, хотя и погребённое под ложным утверждениями о том, что Франклин не знала, как интерпретировать полученные ею данные, и что поэтому она должна была поделиться полученными данными с Уилкинсом, Уотсоном и Криком. О таком же отношении говорит и конфронтация между Уотсоном и Франклин по поводу предпечатной рукописи Полинга с ошибочной структурой ДНК. Слова Уотсона заставили Сейр предоставить контраргументы, в свете которых она выстраивает всю 9 главу «Победитель получает всё» как юридическое резюме, анализируя и разбирая тему научного признания. Ранние аналитические работы Сейр очень часто не принимались во внимание из-за предполагаемых феминистских обертонов в её книгах.
Изначально в своей работе Уотсон и Крик на самом деле цитируют результаты дифракционного анализа как Уилкинса, так и Уильяма Эстбери. В дополнение к вышесказанному, они признают, что толчком к созданию модели послужили общие факты из неопубликованных результатов экспериментальной работы групп как Уилкинса, так и Франклин. Статьи Уилкинса и Франклин в том же номере Nature стали первой публикацией более чётких рентгенографических изображений ДНК.

## Болезнь и смерть
Летом 1956 года, находясь в рабочей командировке в США, Франклин впервые заподозрила проблемы со здоровьем — юбка перестала на ней застёгиваться, и причиной оказалась опухоль в брюшной полости. Операция, проведённая в сентябре того же года, обнаружила две опухоли в брюшной полости. После этой и последующих госпитализаций Франклин проводила время со своими друзьями и членами семьи, постепенно выздоравливая. В их числе Анна Сейр, Фрэнсис Крик, его жена Одиль, с которой у Франклин сложилась крепкая дружба, и, наконец, семья Роланда и Нины Франклин, в которой племянницы и племянники Розалинд поднимали ей настроение. Она предпочла не останавливаться у родителей, потому что неконтролируемые слёзы и горе её матери слишком расстраивали её.
Даже получая противораковую терапию, Франклин продолжала работать, а её группа продолжала получать результаты — 7 работ в 1956 и 6 в 1957 годах. В 1957 году группа также занималась исследованием вируса полиомиелита и получила финансирование от Министерства здравоохранения США. В конце 1957 года Франклин опять заболела и была принята в госпиталь Royal Marsden. Она вернулась к работе в январе 1958, получив должность научного сотрудника в области биофизики. 30 марта она снова заболела, а 16 апреля скончалась в районе Лондона Челси от бронхопневмонии, вторичного канцероматоза и карциномы яичника. Воздействие рентгеновского излучения иногда считается возможным фактором в развитии её болезни. Другие члены её семьи умерли от рака, а как известно, заболеваемость «женским» раком непропорционально велика среди евреев-ашкенази.

## Посмертная полемика
Противоречия, окружавшие фигуру Франклин при жизни, выяснились только после её смерти.
Френсис Крик признает: «Боюсь, что мы всегда относились к ней, скажем, снисходительно». Коллега из Кембриджа, Питер Кавендиш, писал в письме: «Предполагается, что всю работу проводил Уилкинс, а мисс Франклин, очевидно, дура». Единственный заведующий лаборатории, который якобы поддерживал её, Джон Рэндалл, многозначительно сказал ей «прекратить работу по исследованию нуклеиновой кислоты», когда она ушла из лаборатории Королевского колледжа.
В биографии Франклин, написанной в 1975 году Анной Сейр (подругой, которая действительно знала Франклин), утверждается, что Розалинд Франклин была подвержена дискриминации по половому признаку в Королевском колледже. Среди примеров, приведённых в качестве доказательств такого отношения, был следующий: сотрудники-мужчины Королевского колледжа завтракали в «больших, удобных, скрытых от посторонних глаз столовых», тогда как женский персонал всех рангов «завтракал в студенческой столовой или вне университета». Другие биографы говорят об обратном, большинство членов исследовательской группы обычно завтракали вместе (включая Франклин) в общей столовой, описанной ниже. Существовала столовая исключительно для мужского пользования (что было обычным делом для других колледжей Лондона в то время) и «смешанная» столовая с видом на Темзу, и многие мужчины-исследователи, по имеющимся данным, отказывались пользоваться столовой для мужчин из-за численного преобладания там богословов.
Другое обвинение, касающееся пола, — численная дискриминация — в группе Джона Рэндалла была лишь одна учёная. И наоборот, защитники исследовательской группы Королевского колледжа утверждают, что по стандартам того времени женщины составляли достаточно значимую часть группы: восемь женщин из тридцати одного сотрудника, близко к соотношению 1:3, хотя и не все из них являлись ведущими научными сотрудниками.
В 2002 году вышла книга Бренды Мэдокс «Розалинд Франклин: забытая леди ДНК», в которой были освещены ранее неизвестные подробности работы Розалинды Франклин и её причастности к открытию структуры ДНК.
Полученные Франклин данные, по словам Френсиса Крика, были тем материалом, который был фактически использован ими при выдвижении в 1953 году гипотезы Уотсона — Крика о структуре ДНК.
Кроме того, неопубликованные черновики её работ (написанные в период борьбы с равнодушным отношением к её исследованиям научного сообщества Королевского колледжа Лондона) показывают, что она действительно выявила B-форму спирали ДНК. Однако в серии из трёх статей о ДНК в журнале «Nature» её работу опубликовали последней, ей предшествовала статья Уотсона и Крика, в которой лишь отчасти признавались доказательства Франклин в поддержку их гипотезы. О возможности того, что Франклин сыграла основную роль в формировании гипотезы, не было известно до тех пор, пока Уотсон не представил свету свою автобиографическую повесть «Двойная спираль» в 1968 году, что позже вдохновило нескольких людей на изучение истории открытия ДНК и вклада Франклин в него.
Первое в этом списке — исследование Роберта Олби «Дорога к двойной спирали» — обеспечило информацией из первоисточников всех последователей.

## Нобелевская премия
Правила получения Нобелевской премии запрещают присуждение премии посмертно, а так как Розалинд Франклин умерла в 1958 году, она не могла быть выдвинута на номинацию Нобелевской премии, которую впоследствии присудили Крику, Уотсону и Уилкинсу в 1962 году. Премия была присуждена за их исследования в области изучения нуклеиновых кислот, а не исключительно за открытие структуры ДНК. К моменту вручения премии Уилкинс занимался исследованиями структуры ДНК в течение уже более десяти лет и многое сделал для подтверждения модели Уотсона — Крика. Крик изучал генетический код в Кембридже, а Уотсон в течение нескольких лет занимался исследованиями РНК.

## Посмертное признание
- 1982 — общество Йота-Сигма-Пи назначило Франклин почётным членом[117].
- 1992 — на доме, в котором выросла Франклин, размещён почётный знак[118].
- 1993 — в сороковую годовщину открытия ДНК Королевский колледж Лондона установил мемориальную доску в кампусе Strand, отмечающую вклад колледжа в открытие.
- 1995 — Newnham College посвятил Розалинд Франклин дом, в саду которого был поставлен её бюст[118].
- 1997 — Birkbeck University of London School of Crystallography открыл лабораторию им. Розалинд Франклин[119].
- 1998 — Национальная портретная галерея добавила портрет Розалинд Франклин к портретам Френсиса Крика, Джеймса Уотсона и Мориса Уилкинсона[118][120].
- 2000 — Королевский колледж Лондона открыл Franklin-Wilkins Building в честь работы Франклин и Уилкинсона в колледже[118].
- 2001 — The U.S. National Cancer Institute установил премию Розалинд Франклин для женщин в науке[121].
- 2003 — Королевское общество учредило премию Розалинд Франклин[англ.] за выдающийся вклад в естественные науки, инженерию или технологию.
- 2004 — медицинская школа Чикаго, расположенная на севере Чикаго, была переименована в Rosalind Franklin University of Medicine and Science.
- 2004 — университет Гронингена в Нидерландах организовал содружество Розалинд Франклин, чтобы оказывать поддержку молодым и многообещающим женщинам-исследователям.
- 2005 — были высечены слова-напоминание о вкладе на скульптуре ДНК, которая была подарена Джеймсом Уотсоном и находилась в Clare College’s Thirkill Court в Кембридже[122].
- 2008 — Колумбийский университет посмертно наградил Розалинд Франклин призом Хорвиц «за её продуктивный вклад в открытие структуры ДНК»[110].
- 2012 — в честь Розалинд Франклин назван проект по онлайн-обучению биоинформатике, программированию и молекулярной биологии Rosalind.
- 2019 — марсоход миссии Экзомарс-2020 (совместная миссия Европейского космического агентства (ЕКА) и Госкорпорации «Роскосмос») получил название «Розалинд Франклин». Директор ESA Ян Ворнер заявил: «Это имя напоминает нам, что потребность в исследовании заключена в наших генах, а наука — в нашей ДНК»[123].